# Bhawani Singh
Sawai Bhawani Singh (* 22. Oktober 1931; † 17. April 2011) war der 40. Maharadscha des früheren Königreichs Jaipur.
Bhawani Singh wurde 1970 Maharadscha des westindischen Königreichs Jaipur, doch bereits im Jahr 1971 schaffte der indische Staat sämtliche Königstitel ab und entzog den Herrschern hunderter kleiner Königreiche sämtliche Privilegien.

## Militärische Laufbahn
Im indisch-pakistanischen Krieg von 1971 war Bhawani Singh stellvertretender Kommandeur des indischen 10th Parachute Regiment (Commando), das durch spektakuläre Einsätze in der Wüste im Osten des damaligen Westpakistans bekannt wurde. Er wurde mit dem zweithöchsten militärischen Orden Indiens, dem Maha Vir Chakra, ausgezeichnet. Diese Auszeichnung wird durch das Anhängen der Großbuchstaben MVC an den Namen des Trägers kenntlich gemacht. 1974 wurde Bhawani Singh zum Brigadier seiner Einheit befördert.

## Nachfolge
Da der Maharadscha ausschließlich ein leibliches Kind – eine Tochter – hatte, adoptierte er um seine Nachfolge zu sichern vor seinem Tod seinen Enkelsohn. Dieser wurde 14-jährig der Nachfolger des Maharadscha. Bis zu seiner Volljährigkeit führt sein Vater seine Geschäfte.